# Árokszállásy Zoltán
Árokszállásy Zoltán (Máramarossziget, 1912. április 29. — Miskolc, 1981. november 15.) biológus, tanár, szakíró.

## Életrajza
Édesapja, Árokszállásy János előbb Máramarosszigeten, aztán 1921-től a Borsod megyei Disznóshorváton (1950-től Izsófalva), majd 1928-tól Szegeden volt kántortanító (és a maga korában ismert dalszerző).
Zoltán fia Miskolcon és Szegeden járt gimnáziumba, majd az utóbbi város Ferenc József Tudományegyetemén végezte el a természetrajz szakot. Geológiából doktorált (summa cum laude minősítéssel), de elhelyezkedése után főként biológiát (továbbá földrajzot és kémiát, külön tanfolyamokon pedig gyorsírást és eszperantót is) tanított egykori iskolájában, a miskolci Lévay József református gimnáziumban (később Földes Ferenc Gimnázium) egészen 1973-as nyugdíjazásáig. Kimagasló tanáregyéniség volt. Tanítványai tisztelettel tekintettek rá; hatására többen választottak biológusi vagy biológiával kapcsolatos pályát. 1966-ban ő írta az első osztályos biológia reformtankönyvet a gimnáziumi tanulók számára; közreműködött növényhatározók, útikönyvek, egyetemi jegyzetek szakmájába vágó fejezeteinek írásában. Emellett megyei, majd városi szakfelügyelői teendőket is ellátott; Miskolc közéletében tevékeny szerepet vállalt városi tanácstagként, a Hazafias Népfront és a TIT tagjaként. Az elsők között szorgalmazta a Bükki Nemzeti Park (végül 1977-ben megtörtént) megalapítását.
A második világháborúban az ukrán fronton szolgált; hazatérése után, 1943-ban kötött házasságot Koszorús Sárával, aki a miskolci Tóth Pál (később Vámos Ilonka, majd Zrínyi Ilona) lánygimnázium angol-magyar szakos tanára, emellett később városi szakfelügyelő is volt. 1947. november 6-án született Zoltán nevű gyermekük, akiből szerkesztő és műfordító lett.
Árokszállásy Zoltán nyugdíjba vonulása után súlyosan megbetegedett, és elvesztette látását. 1981. november 15-én, 69 éves korában halt meg. Miskolc városa kimagasló pedagógusi és társadalmi munkájáért díszsírhelyet adományozott számára a Szentpéteri kapui köztemetőben.

## Elismerései
- 1980-ban Pro Urbe díjban részesült.
- Életműve emlékére 1998-tól évente biológia versenyt rendeznek a miskolci Földes Ferenc Gimnáziumban.